# Darıca
Darıca – miasto w Turcji; w prowincji Kocaeli nad Morzem Marmara, 146 896 mieszkańców (2010). Przemysł spożywczy, turystyka.